# Cultura de Finlandia
La cultura de Finlandia combina el legado indígena, representado por el idioma nacional, el finés con sus raíces fino-úgricas y el sauna, combinado con la cultura nórdica y europea.  Debido a su historia y localización geográfica, Finlandia ha sido influenciada por pueblos bálticos y germánicos, así como por los pasados poderes dominantes Suecia y Rusia.  Hoy es visible la influencia cultural estadounidense y el país ha aumentado los contactos con culturas distantes de Asia y África.
La cultura finlandesa es muy difícil de definir. Sin embargo existen características generales asociadas a la sociedad finlandesa y su cultura actual. Los finlandeses son generalmente personas reservadas, al igual que los otros nórdicos de Noruega y Suecia. A los finlandeses les gusta la naturaleza y la tranquilidad, pero también muchos de ellos prefieren la animación de las ciudades.
Existe un sentido de melancolía y depresión, muchas veces asociado a los finlandeses, quienes son reservados con los desconocidos. En general toma tiempo antes de establecer relaciones más cercanas, pero una vez establecidas, estas relaciones tienden a ser profundas y duraderas. A los finlandeses les gusta compararse con personas de otras nacionalidades y a su país con otros países. Están orgullosos de haber pasado de un país muy pobre a principios del siglo XX a uno de los países más ricos del mundo en la actualidad. La igualdad social es una parte importante de la cultura finlandesa, al igual que de la cultura de los otros países nórdicos.
Se destaca el concepto de sisu, que es una construcción cultural finlandesa que se describe mediante una combinación de términos tales como estoicismo, determinación, tenacidad en un propósito, firmeza de carácter, coraje, resistencia, perseverancia, fuerza de voluntad y resiliencia

## Políticas culturales
Las contribuciones del Estado a la cultura han aumentado fuertemente en los últimos años, pero se enfrenta al objetivo actual del gobierno de limitar el gasto público. La mayoría de las contribuciones van a bibliotecas y archivos, teatros, museos y escuelas de arte y cine.

## Arte y diseño
- Ateneum
- Kiasma
- Museo Nacional de Finlandia

## Música
En Finlandia el Heavy metal está a la cabeza en popularidad.
- Música de Finlandia
  - Bandas destacadas de Finlandia: Apocalyptica, Korpiklaani, Stratovarius, Nightwish, Ensiferum, Sonata Arctica, Viikate, Amorphis, Disco Ensemble , HIM, Negative, Poets of the fall, The Rasmus, Children of Bodom, Wintersun, The 69 Eyes, Moonsorrow, Turisas, Lovex, Battlelore, Eternal Tears of Sorrow, Teräsbetoni, Tarot y los ganadores del último certamen Eurovisión, Lordi.
  - Músicos Destacados De Finlandia: Jean Sibelius, Marko Saaresto, Tuomas Holopainen, Tarja Turunen, Esa-Pekka Salonen, Lauri Ylönen, Tony Kakko, Jani Liimatainen, Henrik Klingenberg, Ville Valo, Alexi Laiho, Jari Mäenpää

### Lengua
Hablan principalmente dos idiomas, el finés, que habla la mayor parte de los habitantes de Finlandia, y el sueco que también es uno de los idiomas oficiales del país, a pesar de que es hablado por menos del diez por ciento de la población del país nórdico.
Un tercer idioma, el sami, aunque no reconocido de forma oficial cuenta con un estatus de protección como lengua del pueblo lapón en Finlandia. Menos de dos mil personas en Laponia hablan este idioma por el que se lucha constantemente para que no se pierda por completo.
Un cuarto idioma, el romaní kalo-finés, dialecto del romaní, tampoco reconocido de forma oficial, cuenta con un estatus de protección como lengua del pueblo gitano. Menos de dos mil personas en Finlandia hablan este idioma por el que también se lucha para que no se pierda.
Un quinto idioma, el inglés se entiende prácticamente en cualquier lugar. Esto, en la mayor parte de las ocasiones, es cierto ya que la mayor parte de los finlandeses se caracterizan por entender y hablar bastante bien el inglés pero no todos los hacen. El inglés no es oficial en ninguna parte de Finlandia.

## Teatro y danza
- Opera Nacional de Finlandia

## Medios audiovisuales
- Finnish Broadcasting Corporation
- Fundación del Cine de Finlandia

## Archivos nacionales
- Academia Real Sueca de la Lengua, Historia y Antigüedades
- Servicio de Archivos Nacionales
- Archivo de Cine de Finlandia